# Insolvenzunfähigkeit
Insolvenzunfähigkeit ist im Insolvenzrecht das Privileg bestimmter Schuldner, kraft Gesetzes vom allgemein geltenden Insolvenzregime befreit zu sein.

## Allgemeines
Im Regelfall unterliegen auch international die Schuldner aller Rechtsformen und Privatpersonen dem Insolvenzrecht, sind also insolvenz- oder konkursfähig. In manchen Staaten sind jedoch Sonderregelungen für bestimmte Schuldner vorgesehen. Diese Ausnahmeregelungen führen zur Insolvenzunfähigkeit (englisch bankruptcy inability) mit der Folge, dass Gläubiger nicht mit insolvenzbedingten Vermögensverlusten zu rechnen haben, weil die Insolvenzbestimmungen nicht anwendbar sind. Zudem droht insolvenzunfähigen Schuldnern – sofern es sich um juristische Personen handelt – nicht die Gefahr, dass sie nach Abschluss des Insolvenzverfahrens durch Vermögenslosigkeit von Amts wegen gelöscht werden und damit ihre Existenz verlieren.

## Deutschland

### Gesetzliche Regelung der Insolvenzunfähigkeit
Bereits am 30. Januar 1935 wurde mit § 116 Abs. 2 der Deutschen Gemeindeordnung die Unzulässigkeit einer Insolvenz über das Gemeindevermögen festgelegt. Das wurde in die nunmehr geltenden landesrechtlichen Gemeindeordnungen übertragen. Auf Bundesebene sieht die deutsche Insolvenzordnung (InsO) klare Regelungen für bestimmte juristische Personen des öffentlichen Rechts vor. Die Insolvenzfähigkeit von Bund und Bundesländern (§ 12 Abs. 1 Nr. 1 InsO) sind bundesgesetzlich ausgeschlossen. Gemeinden, Gemeindeverbände und Landkreise sind dann von der Insolvenz ausgeschlossen (§ 12 Abs. 1 Nr. 2 InsO), wenn die Bundesländer dies landesrechtlich geregelt haben (so etwa § 128 Abs. 2 GO NRW). Dieser Ausschluss soll die Funktionsfähigkeit der Staatsgewalt und der öffentlichen Verwaltung aufrechterhalten. Das Gesetz spricht davon, dass ein Insolvenzverfahren über das Vermögen dieser Schuldnergruppe unzulässig ist. Die Insolvenz des Bundes würde sich in einem Staatsbankrott ausdrücken. Dessen Zahlungsunfähigkeit oder Überschuldung ist allein mit staats- oder verwaltungsrechtlichen Mitteln zu begegnen. Zudem wird argumentiert, dass das Insolvenzrecht im Falle eines Staatsbankrotts keine geeigneten Regelungen bereithalte. Die Insolvenzunfähigkeit des Bundes und der Länder ist auch Ausdruck der „Ewigkeitsgarantie“ des Art. 79 Abs. 3 GG, wonach eine Grundgesetzänderung im Hinblick auf die Gliederung in Bund und Länder absolut unzulässig ist.
Durch Bundesgesetze bestehen ähnliche Sonderregelungen für bundesunmittelbare juristische Personen des öffentlichen Rechts, das Landesrecht schließt weitere juristische Personen des öffentlichen Rechts aus. Deshalb sind ferner insolvenzunfähig bundesunmittelbare juristische Personen des öffentlichen Rechts (Anstalten des öffentlichen Rechts und Körperschaften des öffentlichen Rechts, siehe dazu etwa § 45 AGGVG in Baden-Württemberg), Industrie- und Handelskammern, Handwerksinnungen und Kreishandwerkerschaften, Handwerkskammern, Rechtsanwaltskammern, öffentlich-rechtlich organisierte Kreditinstitute (Ausnahme: Sparkassen und Landesbanken), kommunale Eigen- und Regiebetriebe, staatlich anerkannte Ersatzschulen, Studentenwerke, Gewerkschaften und politische Parteien. Auf Landesebene stellen Gesetze (Gesetz über die Insolvenzunfähigkeit juristischer Personen des öffentlichen Rechts) klar, dass das Insolvenzverfahren über das Vermögen von juristischen Personen des öffentlichen Rechts, die der unmittelbaren Landesaufsicht unterliegen, unzulässig ist.
Ebenfalls nicht insolvenzfähig sind die öffentlich-rechtlichen Rundfunkanstalten (§ 32 Deutschlandradio-Staatsvertrag, § 1 Abs. 3 Staatsvertrag über den Südwestfunk); wo derartige ausdrückliche Regelungen fehlen (etwa beim WDR), hat das BVerfG diese Gesetzeslücke geschlossen und die öffentlich-rechtlichen Rundfunkanstalten insgesamt für insolvenzunfähig erklärt. „Die Gewährleistungspflicht gebietet es dem Land, die Zahlungsunfähigkeit der Rundfunkanstalt abzuwenden. Notfalls muss das Land für Verbindlichkeiten der Rundfunkanstalt einstehen.“ Einige öffentlich-rechtliche Kreditinstitute können nur durch Gesetz aufgelöst werden und sind daher faktisch insolvenzunfähig. Dazu gehören die Deutsche Bundesbank mit den Landeszentralbanken (§ 44 BBankG) und die KfW (§§ 1, 13 Abs. 1 Gesetz über die KfW). Auch als Körperschaften des öffentlichen Rechts anerkannte Kirchen und kirchliche Organisationen sind nach Art. 4 Abs. 2, Art. 140 GG in Verbindung mit Art. 137 Abs. 3 Satz 1 Weimarer Reichsverfassung vom Insolvenzverfahren ausgeschlossen. In § 11 Abs. 3 WEG ist die Unauflöslichkeit und Insolvenzunfähigkeit der Wohnungseigentümergemeinschaft vorgesehen.
Neben diesem absoluten Verbot der Gesamtvollstreckung gibt es auch einen weitgehenden Schutz vor Einzelzwangsvollstreckung bei Bund, Ländern, Anstalten/Körperschaften des öffentlichen Rechts und öffentlich-rechtlichen Stiftungen (§ 882a ZPO).

### Anerkennung in anderen Gesetzen und in der Rechtsprechung
Gelegentlich erkennt auch das Gesetz ein fehlendes Insolvenzrisiko an und lässt dann Ausnahmen zur allgemeinen Pflicht zur Sicherheitsleistung zu. Im Regelfall sind Auftraggeber von Bauleistungen nach § 648a BGB verpflichtet, dem Bauunternehmer Sicherheitsleistung zu stellen. Ausgenommen sind nach § 648a Abs. 6 Nr. 1 BGB juristische Personen des öffentlichen Rechts als Auftraggeber, weil bei diesen kein Insolvenzrisiko besteht. Von der Insolvenzsicherungspflicht der Reiseveranstalter ausgenommen sind nach § 651k Abs. 6 BGB Reisen von juristischen Personen des öffentlichen Rechts, so dass Schulen, Volkshochschulen oder Universitäten als Reiseveranstalter keinen Sicherungsschein ausstellen müssen. Nach § 1 Abs. 2 Schuldverschreibungsgesetz (SchVG) gilt dieses Gesetz ausdrücklich nicht für deutsche Anleiheschuldner öffentlicher Anleihen in der Rechtsform der juristischen Person des öffentlichen Rechts (Bundes-, Länder- oder Kommunalanleihen). Grund ist, dass das SchVG eine Insolvenz des Anleiheschuldners verhindern soll, deutsche Gebietskörperschaften aber insolvenzunfähig sind und deshalb eines Insolvenzschutzes nicht bedürfen. Auch die Rechtsprechung geht in zahlreichen Entscheidungen vom fehlenden Insolvenzrisiko aus. Im Rahmen der öffentlichen Ausschreibung verstoße es gegen die Chancengleichheit, wenn ein Unternehmen, das keinem Insolvenzrisiko ausgesetzt sei, in Wettbewerb mit Unternehmen tritt, die diesem Risiko ausgesetzt sind. Im Fall ging es um eine Anstalt des öffentlichen Rechts mit kommunaler Gewährträgerhaftung. Auch das Rückforderungsrisiko sei mit so gut wie keinem Insolvenzrisiko verbunden, weil das Land Berlin die Gewährträgerin der Schuldnerin (Anstalt des öffentlichen Rechts im Rahmen der Abfallentsorgung) sei (§ 4 BerlinBG).

### Folgen
Die Insolvenzunfähigkeit schützt in Deutschland juristische Personen des öffentlichen Rechts vor einem Universalinsolvenzverfahren. Die betroffenen Schuldner unterliegen nicht dem Insolvenzregime. Selbst wenn sie einen der drei Insolvenztatbestände Zahlungsunfähigkeit, drohende Zahlungsunfähigkeit oder Überschuldung erfüllen würden, wird auf sie das Insolvenzrecht nicht angewandt.
Die gesetzlich statuierte Insolvenzunfähigkeit kann dennoch nicht vor einer Zahlungsunfähigkeit der begünstigten Schuldner schützen. Das deutsche Recht geht durchaus von der Möglichkeit einer faktischen Zahlungsunfähigkeit/Überschuldung aus. Ist die juristische Person des öffentlichen Rechts zahlungsunfähig oder überschuldet, können deren Arbeitnehmer vom zuständigen Bundesland jenen Betrag fordern, der bei einer – hypothetischen – Insolvenz von der Bundesagentur für Arbeit (Insolvenzgeld) bzw. vom Träger der Insolvenzsicherung (betriebliche Altersversorgung) gezahlt worden wäre. Zur Zahlung von Beiträgen zum Insolvenzgeld (§ 358 Abs. 1 SGB III) und Beiträgen zur Insolvenzsicherung der betrieblichen Altersversorgung (§ 17 Abs. 2 BetrAVG) können insolvenzunfähige Schuldner nämlich nicht herangezogen werden. Das jeweilige Bundesland haftet gewissermaßen als „Veranlasser“ im Rahmen einer spezifischen Ausfallhaftung. Dabei handelt es sich um inhaltlich eng begrenzte Gewährleistungsansprüche der Arbeitnehmer von insolvenzunfähigen öffentlich-rechtlichen Einheiten gegenüber dem zuständigen Bundesland. Diese gesetzlich verlangte automatische Haftungsübernahme durch das zuständige Bundesland beschränkt sich jedoch auf diese konkreten Tatbestände.

### Insolvenzferne
Aber auch vertragliche Regelungen oder wirtschaftliche Gestaltungen können dazu führen, dass bestimmte Schuldner als insolvenzfern (englisch insolvency remote) bezeichnet werden können. Sie sind zwar formell insolvenzfähig, ihre Insolvenz ist jedoch höchst unwahrscheinlich. Häufig handelt es sich um Zweckgesellschaften, die nur bestimmte Aufgaben erfüllen, welche aus einer relativ oder absolut sicheren Finanzierungsquelle bestritten werden (siehe Strukturierte Finanzierungen). Voraussetzung ist, dass die Einnahmen der Zweckgesellschaft nicht nur den Kapitaldienst für die Schulden, sondern darüber hinaus auch die übrigen Kosten der Zweckgesellschaft decken. Verschiedene zusätzliche Regelungen sollen den Gläubigern einen ähnlichen Risikokomfort ermöglichen wie bei der Insolvenzunfähigkeit. Ersatzlösungen reichen von staatlichen Garantien bis hin zu harten Patronatserklärungen.

### Kritik
Die weitgehende Befreiung des öffentlichen Sektors in Deutschland dient – neben der Sicherstellung der öffentlichen Verwaltung – auch dem Gläubigerschutz. Kreditgeber müssen nicht damit rechnen, mit ihren Forderungen in ein Insolvenzverfahren hineingezogen zu werden und hier möglicherweise auf Forderungen verzichten zu müssen. Der Stellungnahme der Bundesregierung zufolge könne den Gläubigern durch die fehlende Insolvenzfähigkeit der Gemeinden kein Nachteil entstehen, da die Gebietskörperschaften über die steuerliche Refinanzierungsmöglichkeit gemäß Art. 28 Abs. 2 Satz 3 Grundgesetz Fehlbeträge decken könnten. Im Übrigen weist die Regierung auf die Kompetenzen der kommunalen Aufsichtsbehörden hin, welche die Insolvenz einer Gemeinde durch Aufsichtsmittel von vornherein abwenden könnten. Das sind die wesentlichen Gründe für den Kommunalkredit der Kreditinstitute. Es ist deshalb möglich, dass selbst Gemeinden im Haushaltssicherungskonzept oder überschuldete Gemeinden noch Kredit erhalten. Hiergegen wird argumentiert, dass deshalb eine sparsame Haushaltsführung nicht ernsthaft betrieben wird, weil unbegrenzte Kreditaufnahmen möglich sind. Dieses moralische Risiko war möglicherweise einer der Gründe für die exzessive Überschuldung vieler Gemeinden, denn sie können haushaltspolitische Fehler begehen, ohne dass ihnen die Insolvenz droht.

## Ausland
Einer Antwort der Bundesregierung auf eine Kleine Anfrage von Bundestagsabgeordneten zufolge habe die Auswertung der Insolvenzordnungen von nahezu 40 Staaten ergeben, dass nur sehr wenige Staaten ein Insolvenzverfahren für Kommunen kennen. In Europa sind dies Ungarn und Lettland. In Bulgarien, Rumänien und Estland werde diskutiert, ein Gemeindeinsolvenzverfahren nach ungarischem Vorbild einzuführen. Außerhalb Europas hätten die Vereinigten Staaten von Amerika und Südafrika (englisch Municipal Finance Management Act 2003) ein Schuldenbereinigungsverfahren für insolvente Kommunen.

### Schweiz
Durch das am 4. Dezember 1947 erlassene „Bundesgesetz über die Schuldbetreibung gegen Gemeinden und andere Körperschaften des kantonalen öffentlichen Rechts“, das einen Gemeindekonkurs ausschließt, galten in der Folge die Schweizer Gemeinden als zahlungskräftige Schuldnerinnen. Gemäß Art. 2 Abs. 2 SchGG ist nämlich die Schuldbetreibung gegen Gemeinden auf Konkurs nicht statthaft, die Betreibung kann nur auf Pfändung oder Pfandverwertung gerichtet sein (Art. 2 Abs. 1 SchGG). Gemäß einer Entscheidung des Schweizer Bundesgerichts sind als Konsequenz aus Art. 2 Abs. 2 SchGG die Vorschriften über das Konkursverfahren bei überschuldeten Gemeinden nicht anwendbar. Diese besonderen bundesrechtlichen Betreibungsvorschriften für Gemeinden bezwecken – neben einem gewissen Gläubigerschutz – in erster Linie die Erhaltung der Kreditwürdigkeit der Gemeinwesen. Nicht vorgesehen ist jedoch eine Haftung des Kantons für die Verbindlichkeiten der Gemeinden, worauf der Bundesrat in seiner Botschaft zum Gesetz sogar ausdrücklich hingewiesen hat.
Am 21. Oktober 1998 wurde für die touristisch bekannte Munizipal- und Burgergemeinde Leukerbad die „kommissarische Zwangsverwaltung durch den Staatsrat“ angeordnet. Sie war derart überschuldet, dass sie nicht einmal mehr die laufenden Kreditzinsen begleichen, geschweige denn die aufgenommenen Kredite zurückzahlen konnte. Das Schweizer Bundesgericht hatte am 3. Juli 2003 in vier Urteilen abschließend entschieden, dass der Kanton Wallis, zu dem Leukerbad gehört, im Fall der hoch verschuldeten Gemeinde Leukerbad nicht für die geltend gemachten Schäden hafte. Zugleich wurden den Gläubigerbanken gerichtlich Analysefehler nachgewiesen, denn die Höhe ihrer Kredite „lag in keinem vertretbaren Rahmen zur Finanzkraft der Gemeinde“, so dass eine Haftung des Kantons ausgeschlossen wurde. Damit blieb nur noch der Schuldenerlass durch die Gläubiger übrig; sie lehnten einen 80%igen Schuldenerlass jedoch ab. Daraufhin wurde die teilweise staatliche Zwangsverwaltung angeordnet, die am 20. Juli 1999 gerichtlich bestätigt wurde. Die Gläubiger mussten in der Folge auf 78 % ihrer Forderungen gegen die Gemeinde verzichten.
Nach dem Sonderfall Leukerbad sind sich die Kreditgeber bewusst geworden, dass bei Darlehen an Gemeinden ohne Risikoanalysen Verluste nicht ausgeschlossen werden können.

### Österreich
Gemeinden in Österreich sind nach Art. 116 Abs. 2 B-VG als juristische Person und selbständiger Vermögensträger eingerichtet; sie können im eigenen Namen Schuldner sein und sind damit formal konkursfähig – allerdings lediglich mit ihrem konkursfähigen Vermögen. Konkursfähiges Vermögen ist dabei nur jenes Vermögen der Gemeinde, das nach § 15 der Exekutionsordnung nicht für die Erfüllung ihrer hoheitlichen Aufgaben notwendig ist. Im Umkehrschluss sind also österreichische Gemeinden mit ihrem für hoheitliche Aufgaben dienenden Gemeindevermögen insolvenzunfähig.

### USA
In den USA sind nach dem geltenden Insolvenzrecht Kommunen und Landkreise unterhalb eines Bundesstaats („englisch municipalities“) nach 11 USC Chapter 9 insolvenzfähig. In den USA gibt es keine Einstandspflicht der Bundesstaaten für die in Finanznot geratenen Gemeinden. Das Antragsrecht liegt beim kommunalen Schuldner allein, nicht also auch beim Gläubiger. Einziger Insolvenzgrund ist die Zahlungsunfähigkeit, die sechs Monate nach Fälligkeit einer Verbindlichkeit als eingetreten gilt. Ziel des Verfahrens ist die Sanierung der Gemeindefinanzen und hierdurch die Erleichterung eines Neubeginns. Chapter 9 kam insgesamt über 500 Mal zur Anwendung. Hierunter fanden sich spektakuläre Fälle wie Orange County (Dezember 1994), Harrisburg (Oktober 2011) oder Detroit (März 2013), wo Forderungsausfälle in Milliardenhöhe zu verzeichnen waren. Magin hat aus internationalen Insolvenzfällen 7 herausgegriffen und kommt zu dem Schluss, dass davon bei 6 die Bürger an der Sanierung maßgeblich beteiligt wurden (Steuererhöhungen, Ausgabekürzungen), während lediglich bei 3 Fällen die Gläubiger herangezogen wurden. Der Autor plädiert gegen die Einführung einer kommunalen Insolvenzfähigkeit, da der Staat insbesondere bereits über Instrumente zur Disziplinierung verfüge.
Die Konkursregelung in den USA hat primär zum Ziel, das Durchhalteproblem zugunsten der kommunalen Schuldner zu lösen, weil Gläubiger ihre Zustimmung zur Restrukturierung verweigern mit dem Ziel, volle Rückzahlung zu erhalten (siehe Collective Action Clause bzw. Holdout-Problem). Es herrscht in den USA das No-Bailout-Prinzip vor, wonach überschuldete Kommunen durch übergeordnete Bundesstaaten nicht gerettet werden.

## Vorschläge der Vereinten Nationen
Die Kommission der Vereinten Nationen für Handelsrecht (UNCITRAL) hat im Juni 2004 Richtlinien für die Vereinheitlichung des nationalen Insolvenzrechts vorgelegt. Hierin wurden von einer einheitlichen Insolvenzregelung ausdrücklich Staaten und deren Untergliederungen (englisch subnational governments), Gemeinden und öffentliche Unternehmen ausgenommen, sofern letztere nicht im Wettbewerb stehen. Diese Empfehlungen zeigen, dass auch international der öffentlich-rechtliche Sektor vom Insolvenzregime befreit werden soll. Da es in diesem Punkt jedoch an internationaler Einigkeit fehlt, hat UNCITRAL davon Abstand genommen, Insolvenzprozeduren für die kommunale Ebene vorzuschlagen.
Die Insolvenz von Gebietskörperschaften unterhalb des Staates ist deshalb ein immer wiederkehrender Vorgang, dessen Gefahren schwerwiegend sind.